# Zavod za prestajanje kazni zapora Ig
Zavod za prestajanje kazni zapora Ig je zavod za prestajanje kazni zapora v Sloveniji. V njem so zaprte ženske obsojenke, pripornice in ženske, zoper katere se izvršuje uklonilni zapor ter mladoletnice, obsojene na mladoletniški zapor. ZPKZ Ig ima odprti, polodprti in zaprti oddelek, ki se med seboj ločijo po stopnji zavarovanja in omejevanja svobode gibanja. Zavod ima kapaciteto 83 oseb.
Zavod se nahaja na Igu pri Ljubljani, v nekdanjem grajskem poslopju. Direktorica zavoda Ig je mag. Danijela Prelić.